# Flaga stanowa Dakoty Północnej
Flaga stanowa Dakoty Północnej jest prawie identyczna ze sztandarem Pierwszego Pułku Piechoty Dakoty Północnej, który brał udział w wojnie z Hiszpanią oraz tłumieniu powstania na Filipinach. Jedyną różnicą jest nazwa stanu na wstędze. Podstawowym motywem jest uproszczona wersja godła USA.
Przyjęta 3 marca 1911 roku. Proporcje 26:33.